# Детмар Пражский
Детмар (чеш. Dětmar, Титмар, нем. Thietmar или Дитмар, нем. Dietmar; умер 2 января 982, Прага) — первый епископ Пражский (973—982).
Происходил из Саксонии. Пражская епархия была приписана к Майнцскому архиепископству, когда Детмар был избран первым епископом в 973 году во время правления Болеслава II Чешского. Создание епархии дало Чехии религиозную независимость от Священной Римской империи.
Детмар получил известность как мудрый и благочестивый человек, по указу которого были построены многие церкви и первый собор.
Скончался 2 января 982 года. Его преемником был избран Адальберт Пражский.